# London-Marathon 1982
| 2. London-Marathon                            | 2. London-Marathon             |
| --------------------------------------------- | ------------------------------ |
| Stadt                                         | London, Vereinigtes Königreich |
| Datum                                         | 9. Mai 1982                    |
| Distanz                                       | 42,195 Kilometer               |
| Sieger                                        |                                |
| Männer                                        | Hugh Jones (2:09:24 h)         |
| Frauen                                        | Joyce Smith (2:29:43 h)        |
| ← London-Marathon 1981 London-Marathon 1983 → |                                |
| Website                                       | Offizielle Website             |

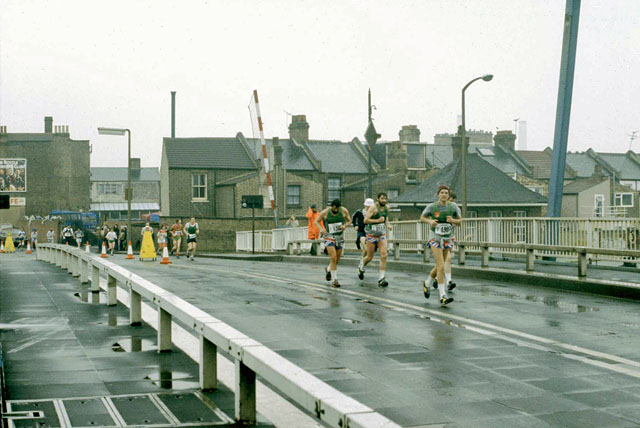
Symbolbild vom Marathon – Blackwall-Eingang, Westindien-Docks (1982)

Der London-Marathon 1982 war die zweite Ausgabe der jährlich stattfindenden Laufveranstaltung in London, Vereinigtes Königreich. Der Marathon fand am 9. Mai 1982 statt.
Bei den Männern gewann Hugh Jones in 2:09:24 h, bei den Frauen Joyce Smith in 2:29:43 h.

## Ergebnisse

### Männer
| Platz | Athlet              | Land                   | Zeit (h) |
| ----- | ------------------- | ---------------------- | -------- |
| 01    | Hugh Jones          | Vereinigtes Königreich | 2:09:24  |
| 02    | Oyvind Dahl         | Norwegen               | 2:12:21  |
| 03    | Michael Gratton     | Vereinigtes Königreich | 2:12:30  |
| 04    | Jeff Wells          | Vereinigte Staaten     | 2:13:43  |
| 05    | Kevin McCarey       | Vereinigte Staaten     | 2:13:48  |
| 06    | Phil Coppess        | Vereinigte Staaten     | 2:13:57  |
| 07    | David J. Clark      | Vereinigtes Königreich | 2:15:28  |
| 08    | Svein-Arve Pedersen | Norwegen               | 2:15:41  |
| 09    | William Glad        | Vereinigte Staaten     | 2:15:45  |
| 10    | Don Faircloth       | Vereinigtes Königreich | 2:15:50  |

### Frauen
| Platz | Athletin          | Land                   | Zeit (h) |
| ----- | ----------------- | ---------------------- | -------- |
| 01    | Joyce Smith       | Vereinigtes Königreich | 2:29:43  |
| 02    | Lorraine Moller   | Neuseeland             | 2:36:15  |
| 03    | Judith Hine       | Neuseeland             | 2:41:49  |
| 04    | Beverley Shingles | Neuseeland             | 2:43:34  |
| 05    | Libby Pfeiffer    | Vereinigtes Königreich | 2:45:52  |
| 06    | Jean Lochhead     | Vereinigtes Königreich | 2:46:04  |
| 07    | Margaret Lockley  | Vereinigtes Königreich | 2:46:04  |
| 08    | Ng Winnie Lai-chu | Hongkong               | 2:46:53  |
| 09    | Caroline Rodgers  | Vereinigtes Königreich | 2:47:08  |
| 10    | Christine Burden  | Neukaledonien          | 2:47:57  |